# Hu Jinqiu
Hu Jinqiu (født 24. september 1997 i Xinjiang) er en kinesisk basketballspiller som deltog i de olympiske lege 2020.